# حارة السوق (صنعاء)
السوق هي إحدى حارات حي القابل بمدينة الروضة شمال العاصمة اليمنية "صنعاء"، بلغ تعداد سكانها 540 نسمة حسب تعداد اليمن لعام 2004.